# Отац Танги
Отац Танги (фр. Père Tanguy) слика је насликана 1887. године, када је Ван Гог био у Паризу. Насликао је једног Парижанина, трговца слика и боја, који је због својих врлина прозван и Отац Танги. Право име му је било Јулијен Франсоа Танги. Уметници су га доживљавали стварно као оца јер им је помагао да продају своје слике и био један од првих „арт дилера” тада у то време. Велики утицај јапанске уметности.

## Шок Париза
У Фебруару 1886. године Ван Гог је дошао у Париз, отворен за нова искушења. Много се тога тада дешавало у Паризу. Долазак нове науке, литературе, музике и уметности. Сликарство је у то доба цветало. Ван Гог је тада по први пут у свом животу видео свет Манеа, Гогена, Дегаса и Сезана, импресиониста, поинтилиста и симболиста. Велики утицај јапанске уметности у то време. Дошао је у Париз да живи са својим братом Теом. Био је окружен авангардним сликарима.
Сви ови спољашњи утицаји су га обликовали. Током те две године у Паризу, доживео је потпуну метаморфозу као сликар. У Холандији је себе називао „грубим псом”, док је у Паризу себе називао „певајућа птица”. За разлику од првих слика у Холандији, које су биле тмурне и беживотне, религиозне и базиране на сеоском животу, у Паризу су биле преплављене свежим и светлим бојама. Не може се рећи да је Париз променио Ван Гога, он је још у Холандији имао то у себи, само га је Париз ослободио. Ослободио је његов креативни дух.

## Анализа дела
Портрет и биографија
Јулијан Франсоа (отац) Танги је  рођен у Пледрану 1825. године, а умро у Паризу 1894. године. Портрет насликан у дубоким плавим и браон тоновима. Винсент је насликао трговца у сликарској одећи, поставио га је испред живописне позадине, која је насликана по узору на јапанску уметност. Насликана уљем на платну. Јапански принтови су се продавали у Тангијевој радионици. Он је помагао неснађеним сликарима, док је његова жена сматрала да они њему за те услуге дугују новац тј. добра дела.
Његов живот и његов ентузијазам  је учинио његову радњу једном од  најпопуларнијих у Паризу. Наплаћивао је слике тако што је у замену за слику узимао боје, а не новац. Он је био трговац уметничких дела великих сликара. Због тога је и добио надимак  отац, на француском. Он је био очинска фигура многим сликарима. Делио је храну и новац са уметницима и са поносом показивао њихове слике људима. Радња је била пуна импресионистичких слика и био је један од првих трговаца који је продавао Ван Гогове слике. Овај човек је заиста истински обожавао уметност и сликаре. Његова радионица је убрзо постала место за уметнике у којој су се свако друго вече водиле дискусије и дебате.
Ерупција вулкана у позадини слике представља његов буран брачни живот. Јарке боје на слици приказују смене Ван Гогових емоција. Ван Гог је својим коришћењем јарких боја и експериментисањем стварао дубину, хармонију и баланс на слици. Изнад Тангијеве капе је планина Фуџи . Глумци из Кабукија су украсили тај део слике, тј. позадину трешњиним цветом. Где се наравно опет види  утицај Јапана.
Јапанске слике су помогле Ван Гогу да спозна спокој. Како би приказао спокој на слици он слика Тангија смиреног. Ван Гог је једном приликом рекао „Имати оволико спокоја је можда бољи лек против свих болести него сви лекови у апотеци!” Једна симболисткиња га је упоредила са Будом.<
Ван Гог је насликао чак три портрета Оца Тангија. Први портрет  на зиму 1886. године који је био у браон тоновима са мало црвене на његовим уснама и зелене на предњем делу лица. Списатељица Викторија Финлеј је рекла да Танги  на слици више личи на обичног радника него на ,,дилера" уметничких дела. 
Године 1887., Ван Гог слика још један портрет, али овог пута у светлијим тоновима и контрастима црвене, наранџасте,зелене и плаве. Године 1890., умире Ван Гог. Танги четири године касније. Ћерка Јулијана Тангија је  продала портрет свога оца скулптору Августу Родину, који се данас налази у Музеју Родину у Паризу.